# یادگاری تو به زمین
یادگاری تو به زمین یک کمپین اجتماعی بود که در در سال ۱۳۹۵ در ایران شکل گرفت و به‌عنوان یکی از فعالیت‌های مسئولیت اجتماعی سامسونگ با هدف حفظ محیط زیست و میراث قدیمی جنگل‌های هیرکانی توسط بخش موبایل سامسونگ و سازمان جنگل‌ها انجام شد و سامسونگ متقبل تمامی هزینه‌های این پروژه بود. در طول اجرای این کمپین، بیش از ۱۲۱ هزار اصله نهال در جنگل‌های هیرکانی در منطقه جواهرده رامسر کاشته شد و این کمپین با مشارکت حدود ۸۰ هزار نفر از کاربران و سفیران افتخاری سامسونگ و کاشت ۱۲۱ هزار اصله نهال در عرصه‌ای به وسعت ۱۰۰ هکتار در ارتفاعات جواهرده رامسر به پایان رسید. این کمپین که با همکاری سازمان جنگل‌ها، مراتع و آبخیزداری ایران برگزار شد، در ازای خرید هر گوشی پرچمدار سامسونگ، درختی به نام خریدار در جنگل هیرکانی کاشته می‌شد.

نشست خبری کمپین «یادگاری تو به زمین» در ۲۹ دی‌ماه ۱۳۹۵ با حضور مدیران سامسونگ و سازمان جنگل‌ها، مراتع و آبخیزداری در هتل هما تهران برگزار شد. در این نشست خبری، بام سوک هانگ، مدیرعامل سامسونگ ایران گفت: «حفظ کره‌زمین صرف نظر از ملیت، نژاد و قومیت وظیفه همه انسان‌هاست.» مدیرعامل سامسونگ ایران، درختان را مظهر فروتنی و کارآمدی خواند و گفت: «با افزایش گازهای گلخانه‌ای و عوامل دیگری که بر محیط‌زیست ما تاثیر منفی گذاشته‌اند، حیات تمامی موجودات زنده به خطر افتاده است. به همین دلیل تصمیم گرفتیم برای به جا گذاشتن یادگاری ماندگار برای آیندهٔ ایران و محیط‌زیستی سبزتر در این کشور، پروژه درختکاری را اجرا کنیم و خوشحالیم که توانستیم هدیه‌ای به اندازه ۱۲۰ هزار درخت به کره زمین تقدیم کنیم.»

### ویدئو تبلیغاتی کمپین
این کمپین یک ویدئو اجتماعی برای تبلیغ این جنبش تولید و منتشر کرد که لیلا حاتمی در آن بازی کرده‌است. در این ویدئو عنوان شده‌است که «هر ثانیه معادل یک زمین فوتبال از جنگل‌های کره زمین از بین می‌رود.» و «پانزده هزار هکتار از جنگل‌های هیرکانی سرزمین‌مان در شصت سال گذشته از دست رفته است.» و این ویدئو در آخر با کاشت نهال توسط لیلا حاتمی به پایان می‌رسد.
پازکی دربارهٔ ویدئوی کمپین سامسونگ که در آن لیلا حاتمی بازی کرده است، چنین گفت: «ویدئوی تبلیغاتی این کمپین و حضور یک بازیگر سرشناس در آن نیز از زوایای دیگری قابل بررسی است. لیلا حاتمی که جایگاهی با اصالت، آرام و بی‌حاشیه دارد و قرار است حس نگهداری و نگهبانی از طبیعت را در این کمپین منتقل کند، انتخاب بسیار شایسته‌ای است. خوشابه‌حال کمپینی که چنین چهره‌ای را با خود همراه کند.»